# 新宿TSミュージックの専属ストリッパー
新宿TSミュージックの専属ストリッパー（しんじゅくティーエスミュージックのせんぞくすとりっぱー）では、かつて東京都新宿区歌舞伎町に存在したストリップ劇場の新宿TSミュージックに所属していたストリッパーを列挙する。
- 現役者はデビュー年度別に記載。
- 非現役者は50音順に記載。
- （）内は左からふりがな・デビュー月日を記載。

## 1990年以前デビュー
- 仁科夕希（にしな ゆうき・1985年1月1日）

## 1997年デビュー
- 美月星美（みつき ほしみ・6月11日）2006年7月21日〜2007年8月10日

## 1999年デビュー
- 山咲みみ（やまさき みみ・7月21日）

## 2001年デビュー
- 雛形ひろ子（ひながた ひろこ・7月21日）
- 森優希奈（もり ゆきな・11月11日←2011年1月21日 ミカド劇場より移籍）

## 2004年デビュー
- 鏡乃有栖（かがみの ありす・10月1日）

## 2005年デビュー
- さくら（さくら・5月11日）
- KAERA（かえら・6月11日）
- 水咲カレン（みずさき かれん・10月1日）

## 2009年デビュー
- 盃島楓（はいしま かえで・2月1日）
- 神田莉奈（かんだ りな・4月1日）
- 山口桃華（やまぐち ももか・5月11日）
- きよ葉（きよは・9月11日）
- 宮坂レイア（みやさか れいあ・12月11日）

## 2010年デビュー
- あいかわ優衣（あいかわ ゆい・5月21日）

## 2011年デビュー
- 希海（のぞみ・2月1日）
- 海宙まみん（みそら まみん・4月1日）
- 穂積あおい（ほずみ あおい・7月11日）
- 小森なな（こもり なな・9月1日）

## 2012年デビュー
- 時咲さくら（ときさき さくら・3月1日）

## 非現役者
- 愛（あい・9月11日）
- 哀川愛（あいかわ あい・2003年12月1日）
- 愛沢春美（あいざわ はるみ・2006年6月21日）
- 相沢桃（あいざわ もも・2008年3月11日）
- 愛沢ゆきの（あいざわ ゆきの・2008年10月1日）
- 愛莉（あいり・2003年10月1日）
- 青井りんご（あおい りんご・1999年8月11日）
- 青山和希（あおやま かずき・1996年5月21日）
- 青山れあ（あおやま れあ・2008年4月11日）
- 秋本なぎさ（あきもと なぎさ・2009年4月1日←2010年4月1日 姫宮りおん（ひめみや りおん）より改名）
- 天乃あい（あまの あい・2008年9月1日）
- 安西なるみ（あんざい なるみ・2002年4月11日）
- 井上真里（いのうえ まり・2007年8月11日）
- 今井慶花（いまい けいか・2011年12月21日）
- 今井えみ（いまい えみ・2003年12月1日）
- 憂（うい・2012年2月1日）
- 上杉えま咲（うえすぎ えまさき・1999年7月1日）
- 上原檮喜（うえはらゆずき・2005年4月1日）
- 遠藤悠美（えんどう ゆうみ・1996年4月1日）
- 大崎優里（おおさき ゆうり・2005年12月11日）
- 大信田ルイ（おおしだ るい・1992年12月24日）
- 小倉彩（おぐら あや・2005年7月11日）
- 小原みずき（おばら みずき・2000年4月1日）
- 影山舞（かげやま まい・2002年9月1日）
- 柏木もえ（かしわぎ もえ・2000年3月21日）
- 片瀬永遠（かたせ はるか・2003年4月21日）
- 神谷もえ（かみや もえ・2011年11月21日）
- 花弥（かや・2009年3月11日）
- 川口真湖（かわぐち まこ・1997年3月11日→1997年6月1日 ロック座へ移籍）
- 河原ユカ（かわはら ゆか・2001年9月21日）
- 神咲小百合（かんざき さゆり・2005年1月21日）
- 岸歩（きし あゆみ・2007年12月31日）
- 北原あすか（きたはら あすか・2008年10月11日）
- 木下あんな（きのした あんな・2011年2月21日）
- 樹原しのぶ（きはら しのぶ・2005年7月11日）
- 金城ちさと（きんじょう ちさと・2003年8月21日）
- 九重ルミ（ここのえ るみ）・2002年9月11日)
- 西園寺叶音（さいおんじ かおん・2005年8月11日）
- 坂口もか（さかぐち もか・2001年8月1日）
- 咲愛花（さき あいか・2008年11月11日）
- 咲（さく・7月1日）
- 桜井ななみ（さくらい ななみ・2007年8月1日）
- 桜子（さくらこ・2007年3月1日）
- さら（さら・2005年1月11日）
- 沢田まゆみ（さわだ まゆみ・2000年9月21日←2001年12月31日 酒井美香（さかいみか）より改名)
- 白井真希（しらい まき・2000年5月11日）
- 真宮寺かごめ（しんぐうじ かごめ・2005年5月11日）
- 芹沢直美（せりざわ なおみ・2002年5月1日）
- 千堂あやか（せんどう あやか・1992年7月1日）
- 染谷雪乃（そめや ゆきの・1999年2月11日）
- 滝沢すみれ（たきざわ すみれ・2010年12月11日）
- 立花えみり（たちばな えみり・2011年1月11日）
- 立花れん（たちばな れん・2008年8月1日）
- 千代花（ちよか・2005年11月11日）
- 月川音（つきかわ おと・2009年12月11日）
- 月野桃子（つきの ももこ・2009年11月11日）
- 都月紫音（つづき しおん・2006年1月11日）
- デヴィ（でびぃ）・2001年12月31日)
- 徳永心（とくなが こころ・2006年2月1日）
- 永井一葉（ながい かずは・1990年5月11日）
- 中嶋沙羅（なかじま さら・1998年8月11日）
- 灘坂舞（なださか まい・2008年8月10日）
- 七雪ニコ（ななゆき にこ・2004年2月21日）
- 西野さゆき（にしの さゆき）・2000年8月11日←2002年5月21日 藤崎奈美（ふじさきなみ）より改名)
- 野口佳穂（のぐち かほ）・2003年12月31日）
- 蓮月みんと（はづき みんと・2006年9月21日）
- 早川優美（はやかわ ゆみ・1994年12月11日）
- 早瀬みな（はやせ みな・1995年7月1日）
- 葉山姫香（はやま ひめか・2003年5月1日）
- 日向ぼっこ（ひなた ぼっこ・2004年12月1日）
- 姫宮うるは（ひめみや うるは）・2004年1月11日）
- 姫咲かりん（ひめさき かりん）・2005年5月1日）
- 深田あや（ふかだ あや・2001年4月21日）
- 不二子（ふじこ・1992年2月21日）
- 藤咲香（ふじさき かおり・2000年6月23日）
- 藤原さおり（ふじわら さおり・1999年4月1日）
- ほのか優（ほのか ゆう・2007年9月1日）
- 松雪恭子（まつゆき きょうこ・2004年12月31日）
- 三浦亜沙妃（みうら あさひ・2007年7月1日）
- 三神サラ（みかみ さら・2005年2月12日）
- 三神蛍（みかみ ほたる・2007年9月21日）
- 三沢いまり（みさわ いまり・2011年2月1日）
- 水樹葉子（みずき ようこ・2006年10月1日）
- 水沢ゆりか（みずさわ ゆりか・2001年11月11日）
- 水島しのぶ（みずしま しのぶ・2005年4月1日）
- 水野リコ（みずの りこ・2004年）
- 密井とわ（みつい とわ・2009年1月21日）
- 美都聖奈（みと せいな・2008年6月11日）
- ミミ（みみ・1999年4月21日）
- 雅瑛璃華（みやび えりか・2008年7月11日）
- 水無瀬さくら（みなせ さくら・2006年5月11日）
- 水無月マリ（みなづき まり・2004年6月11日）
- 美月りな（みづき りな・2004年3月21日）
- 恵けい（めぐみ けい・2009年11月21日）
- 元井あきな（もとい あきな・2009年6月11日）
- 八神舞（やがみ まい・2004年）
- 山口玲奈（やまぐち れいな・1999年9月11日）
- 優伽（ゆうか・2001年1月11日←2002年10月1日 中山優香（なかやまゆうか）より改名)
- 優希りん（ゆうき りん・2004年10月5日）
- 結希瑠華（ゆうき るか・2008年12月1日）
- 柚木舞音（ゆずき まお・2006年3月21日）
- ゆりな（ゆりな）・2011年11月6日)
- 吉永ゆずな（よしなが ゆずな・2006年5月11日）
- 乱（らん・1994年6月1日）
- RISA（りさ・2007年12月1日）
- リサ羅門（りさ らもん・2000年）
- りりな（りりな・2004年2月1日）
- リロ（りろ・2004年）
- るあ（るあ・1996年2月1日）
- ☆LUNA☆（るな・2010年2月1日）
- LULU（るる・2005年9月1日）
- LAYLA（れいら・2007年11月21日）
- 若宮莉那（わかみや りな・2008年11月1日）